# Atractylocarpus patagonicus
Atractylocarpus patagonicus là một loài rêu trong họ Dicranaceae. Loài này được Herzog & Thér. mô tả khoa học đầu tiên năm 1933.